# Голубцово (Зоринський район)
Голубцо́во (рос. Голубцово) — село у складі Зоринського району Алтайського краю, Росія. Входить до складу Новоманошкінської сільської ради.

## Населення
Населення — 147 осіб (2010; 239 у 2002).
Національний склад (станом на 2002 рік):
- росіяни — 95 %